# 카타세 미즈키
카타세 미즈키(片瀬美月, 1996년 12월 20일 ~ 2023년 3월 21일)는 일본의 탤런트이자 그라비아 아이돌, 배우이다. 소속사는 엔터맥스 프로모션이며, 아이돌 유닛 및 도쿄 일루미나티의 원 멤버이며, 나라현 출신이다. 2023년 3월 21일, 향년 27세로 요절하였다. 부고는 3월 26일 치러졌으며, 해당 소속 사무소에서 별도로 공표하였다.

## 작품
사진집
- wrap the BOOBs 着衣巨乳写真集 (2016년 5월 31일, 스사키 유지(일본어판), 이치진샤) - 모델 참가[3]